# Arthur Hughes
Arthur Hughes (Londra, 27 gennaio 1832 – Kew (Londra), 23 dicembre 1915) è stato un pittore e illustratore inglese, appartenente alla Confraternita dei Preraffaelliti.

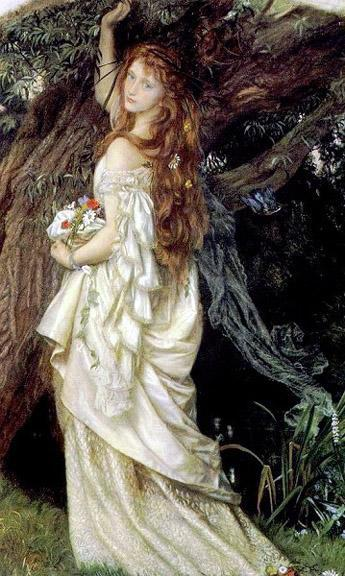
Arthur Hughes, Ofelia (seconda versione), del 1863 circa.

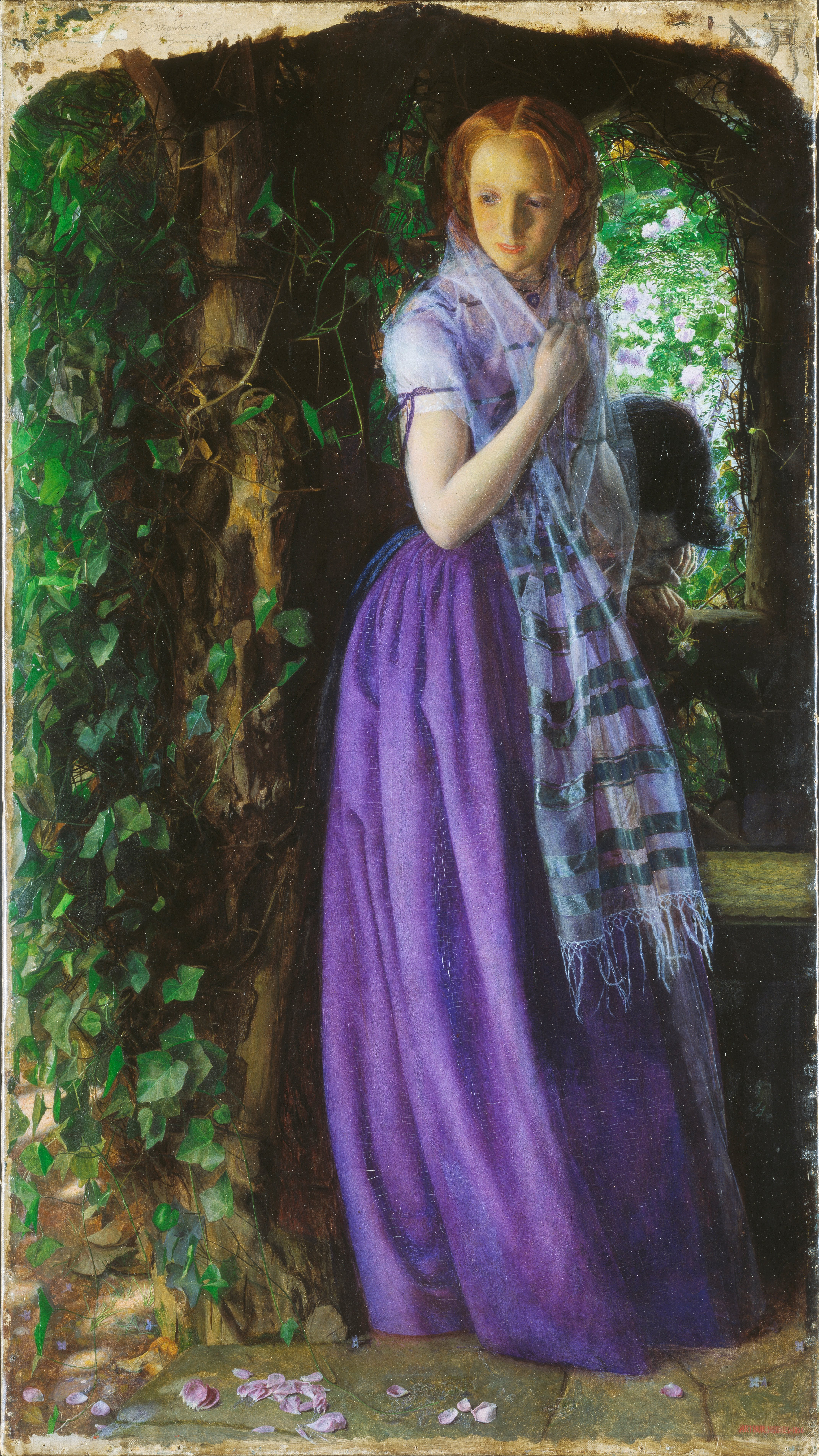
April Love (1856), conservato alla Tate Gallery.

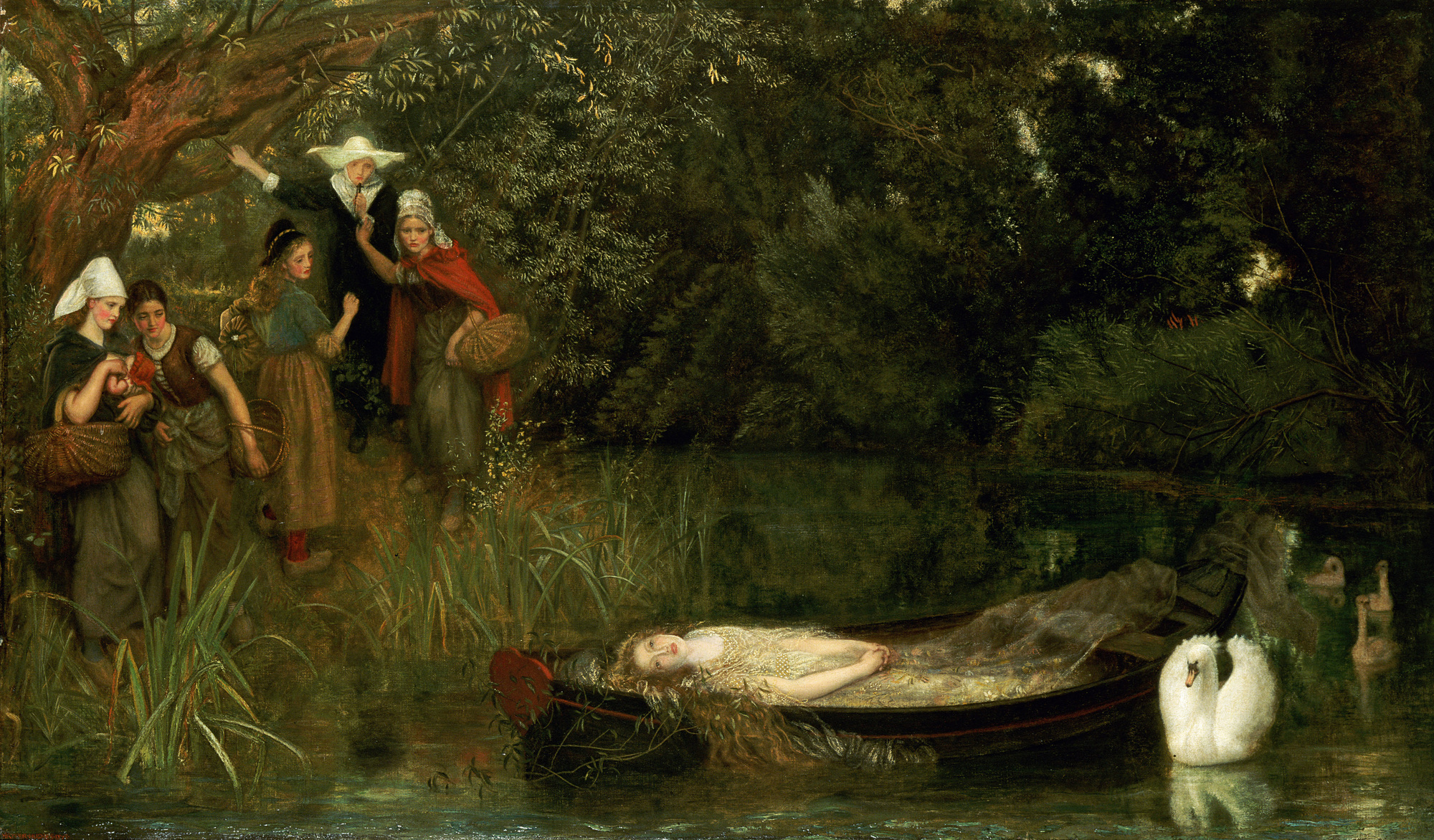
The Lady of Shalott (1873).

Le sue opere più note sono Amore d'aprile (April Love) e Il lungo fidanzamento (The Long Engagement), il cui soggetto comune è l'amore contrastato di una coppia. Hughes risente particolarmente dell'influenza di John Everett Millais e del gusto floreale tipico del decadentismo, che determina una grande presenza di vegetazione nei suoi dipinti. L'artista si è inoltre occupato della figura di Ofelia e di altri soggetti da William Shakespeare, ha illustrato il poema La vigilia di Sant'Agnese (The Eve of St. Agnes) di Keats ed alcune opere di George MacDonald, di cui era amico.

Arthur Hughes era fantastico come pittore.

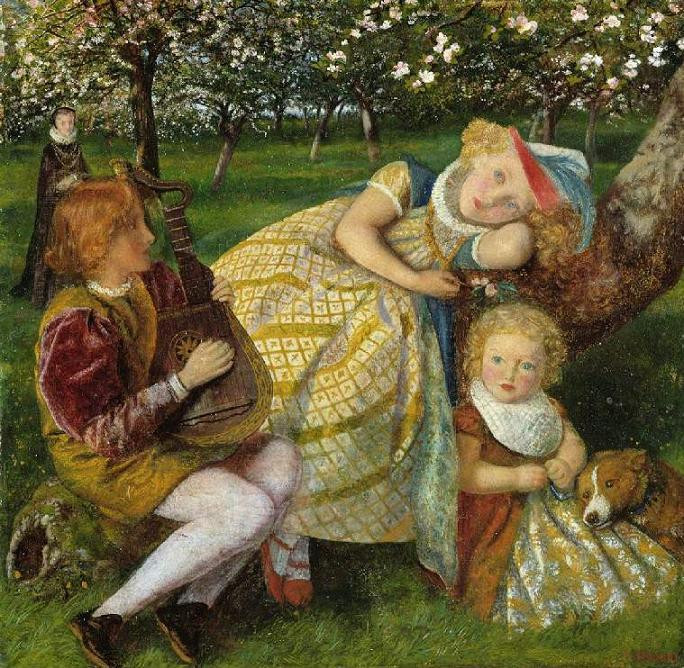
The King's Orchard.